# Liste des intendants actuels des régions du Chili
 (août 2023).
Cette page dresse la liste des intendants actuels des seize régions du Chili.

## Intendants
| Intendants régionaux | Intendants régionaux                | Intendants régionaux | Intendants régionaux                    | Intendants régionaux |
| Région               | Région                              | Nom                  | Nom                                     | Depuis le            |
| -------------------- | ----------------------------------- | -------------------- | --------------------------------------- | -------------------- |
|                      | Arica y Parinacota                  |                      | Roberto Erpel Seguel (UDI)              | 2 septembre 2019     |
|                      | Tarapacá                            |                      | Miguel Ángel Quezada (UDI)              | 11 mars 2018         |
|                      | Antofagasta                         |                      | Edgar Blanco Rand (RN)                  | 22 octobre 2019      |
|                      | Atacama                             |                      | Patricio Urquieta García (RN)           | 18 mars 2019         |
|                      | Coquimbo                            |                      | Lucía Pinto (UDI)                       | 11 mars 2018         |
|                      | Valparaíso                          |                      | Jorge Martínez Durán (RN)               | 11 mars 2018         |
|                      | Métropolitaine                      |                      | Felipe Guevara Stephens (RN)            | 30 octobre 2019      |
|                      | O'Higgins                           |                      | Juan Manuel Masferrer (UDI)             | 11 mars 2018         |
|                      | Maule                               |                      | Pablo Milad (Evópoli)                   | 11 mars 2018         |
|                      | Ñuble                               |                      | Martín Arrau (Sans étiquette)           | 6 septembre 2018     |
|                      | Biobío                              |                      | Sergio Giacaman García (UDI)            | 16 avril 2019        |
|                      | Araucanie                           |                      | Víctor Manoli (RN)                      | 20 décembre 2019     |
|                      | Les Fleuves                         |                      | César Asenjo Jerez (Sans étiquette)     | 11 mars 2018         |
|                      | Les Lacs                            |                      | Harry Jürgensen Caesar (RN)             | 11 mars 2018         |
|                      | Aysén                               |                      | Geoconda Navarrete (Evópoli)            | 11 mars 2018         |
|                      | Magallanes et l'Antarctique chilien |                      | José Fernández Dübrock (Sans étiquette) | 13 février 2019      |